# آرثر في. إلي
آرثر في. إلي (بالإنجليزية: Arthur V. Ely)‏ هو ضابط أمريكي، ولد في 8 مارس 1912 في بيتسبرغ في الولايات المتحدة، وتوفي في 4 يونيو 1942 في المحيط الهادئ.